# Triaenodes tardus
Triaenodes tardus là một loài Trichoptera trong họ Leptoceridae. Chúng phân bố ở miền Tân bắc.